# 2000年鐵路
此條目列出2000年發生有關鐵路運輸的事件。

## 事件

### 1月
- 1月8日：西康鐵路通車。
- 1月10日：多摩都市單軌電車線由立川北站延長至多摩中心站。
- 1月19日：名古屋市營地下鐵4號線由大曾根站延長至砂田橋站。
- 1月22日：營團地下鐵（現為東京地下鐵）東西線下妙典信號所昇格為妙典站。
- 1月28日：美鐵延長東北走廊電氣化列車營運至波士頓波士頓南站[1]:218。
- 1月28日：雅典地鐵2號線和3號線通車，分別來往塞浦利亞站（英语：Sepolia metro station）至憲法站以及憲法站至阿米那民族站（英语：Ethniki Amyna metro station）。
- 1月29日：翻新的羅馬特米尼車站重啟，作為大禧年（英语：Great Jubilee）一部分。

### 2月
- 2月21日：德黑蘭地鐵2號線（英语：Tehran Metro Line 2）通車。
- 2月29日：首爾地鐵7號線新豐站至溫水站通車。

### 3月
- 3月1日：布加勒斯特地鐵4號線通車。
- 3月1日：神戶市營地下鐵將西神線、山手線和西神延伸線統一名稱為西神·山手線。
- 3月3日：基輔地鐵瑟雷茨-佩切拉線由盧基揚尼夫卡站延長至多羅霍日奇站。
- 3月11日：仙石線延長至青葉通站。
- 3月13日：布宜諾斯艾利斯地鐵的布宜諾斯艾利斯準地鐵（英语：Buenos Aires Premetro）啟用法蒂瑪站（英语：Fátima (Buenos Aires Premetro)）。
- 3月15日：京都市營地下鐵烏丸線開始與近畿日本鐵道京都線直通運行。

### 4月
- 4月1日：埼玉新都心站啟用。
- 4月3日：第比利斯地鐵薩布塔洛線由德里西站（英语：Delisi (Tbilisi Metro)）延長至會查·詩貝拉站（英语：Vazha-Pshavela (Tbilisi Metro)）。
- 4月20日：都營地下鐵12號線延長至國立競技場站，並改名為大江戶線，都營淺草線、都營三田線與都營新宿線同步在正式名稱刪除都營二字。
- 4月22日：哈德遜-卑爾根輕軌通車。

### 5月
- 5月1日：韓國首都圈電鐵將原來直通運行的首爾地鐵與韓國鐵道廳的路線吸納。
- 5月10日：倫敦電車連線第一階段通車，第二和第三階段分別在23日和31日通車。
- 5月21日：悉尼機場連線（英语：Airport Link, Sydney）通車。
- 5月22日：法赫雷丁·阿爾泰－埃夫卡3線（英语：Fahrettin Altay—Evka 3 Line）通車。

### 6月
- 6月28日：北京地鐵1號線與復八線貫通，復八線併入1號線。

### 7月
- 7月1日：厄勒海峽大橋通車，厄勒海峡铁路啟用[2]。
- 7月4日：美鐵新的貝克斯菲爾德站（英语：Bakersfield (Amtrak station)）啟用。
- 7月9日：大都會北方鐵路恢復哈林線部分路線。
- 7月20日：馬尼拉捷運3號線完全投入營運。
- 7月21日：曼徹斯特輕鐵延長。
- 7月22日：北總開發鐵道北總·公團線（現為北總線）延長至印旛日本醫大站。
- 7月28日：安山線延長至烏耳島站。

### 8月
- 8月1日：首爾地鐵7號線建大入口站至新豐站通車。
- 8月6日：東京急行電鐵路線改組，以多摩川園站為界，目黑段目蒲線改為目黑線，蒲田段目蒲線改為東急多摩川線，新玉川線改名田園都市線，二子玉川園站和多摩川園站分別刪除「園」字。
- 8月7日：首爾地鐵6號線上月谷站至烽火山站通車。

### 9月
- 9月16日：伊斯坦堡地鐵2號線通車。
- 9月26日：營團地下鐵（現為東京地下鐵）南北線以及都營地下鐵三田線分別由溜池山王站和三田站延長至目黑站，並與目黑線直通運行。

### 10月
- 10月2日：大井川鐵道所用的字體由新字體改為舊字體。

### 11月
- 11月11日：東京都電車荒川線開設荒川一中前停留場。
- 11月16日：雅典地鐵2號線由憲法站延長至達夫尼站（英语：Dafni metro station）。
- 11月26日：西日本鐵道北九州線（日语：西鉄北九州線）廢除。

### 12月
- 12月11日：美鐵的Acela特快首次運行[3]。
- 12月12日：都營地下鐵大江戶線環狀部分通車，但汐留站延後啟用。
- 12月15日：首爾地鐵6號線鷹岩站至上月谷站（包括循環部分）投入服務（梨泰院站、漢江鎮站、波提嶺站、藥水站除外）。
- 12月26日：上海軌道交通明珠線通車。